# Luis Ignacio de la Vega
Luis Ignacio de la Vega Leija, (San Luis Potosí. 23 de junho de 1914 - Tijuana, 19 de setembro de 1974) foi um basquetebolista mexicano que integrou a Seleção Mexicana na conquista da Medalha de Bronze na disputa dos XI Jogos Olímpicos de Verão em 1936 realizados em Berlim na Alemanha Nazi.